# HPNA
HPNA (Home Phoneline Networking Alliance) - połączenie komputerów domowych poprzez sieć telefoniczną. Sieć HPNA polega na tym, aby połączyć komputery w sieć, nie zakłócając rozmów telefonicznych. Sieć w HPNA przesyła dane na innym paśmie częstotliwości, dzięki temu nie zakłócając przesyłu pakietów w sieci. Każde połączone gniazdko z komputerem w sieci staje się portem. Do połączenia nie jest potrzebny koncentrator sieciowy. Do budowy sieci potrzebne jest tylko zainstalowanie kart HPNA po jednej w każdym komputerze i kable łączące komputer do gniazdka telefonicznego.

## Historia
Sieć HPNA ma swój początek w 1998 roku w którym 11 firm: 3Com, AMD, AT&T, Compaq, Epigram, Conexant, Lucent Technologies, Intel, IBM, Helwett-Packard, i Tut Systems utworzyło nowy standard sieciowy HPNA (lub HomePNA). Pomysł zapowiadał się bardzo ciekawie, gdyż nie było konieczności zakładania nowego okablowania - wystarczyła zwykła sieć telefoniczna. Głównym celem korzystania z sieci HPNA było udostępnienie łącza internetowego, plików i drukarek.

## Standardy
HPNA 1.0
Przepływność: 1 Mb/s
Pasmo: 5,5 - 9,5 MHz
Ramkowanie: 802.3
Metoda dostępu: CSMA/CD
Modulacja: PPM, skuteczność widmowa 0,16 b/Bd (bitów na Bod)
Brak wsparcia QoS.
W następnym standardzie przepustowość została zwiększona do 32 Mb/s.
HPNA 2.0
Pasmo: 4-10 MHz
Modulacja: QAM (Quadrature Amplitude Modulation) 2-4 MBd <2 MBd - FDQAM (Frequency Diverse Quadrature Amplitude Modulation)
Algorytm unikania kolizji: DPFQ (Distributed Fair Priority Queuing)